# Omala
Omala (griechisch Ομαλά (n. pl.)) ist ein Gemeindebezirk der Gemeinde Argostoli auf der griechischen Insel Kefalonia im gleichnamigen Tal. Er wurde 1973 als Landgemeinde (Kinotita) etabliert und bestand lediglich aus dem Gemeindesitz Valsamata sowie den Ortschaften Epanochóri (Επανωχώρι), Micháta (Μιχάτα), Agii Apostoli Valsamaton (Άγιοι Απόστολοι Βαλσαμάτων) und Agios Eleftheros (Άγιος Ελευθέριος). Omala bildet seit 2010 einen Gemeindebezirk zunächst in der damals neu geschaffenen Gemeinde Kefalonia und mit der Neustrukturierung Kefalonias in der Gemeinde Argostoli.
Auf dem Gebiet befindet sich das Agios-Gerasimos-Kloster (Μονή Αγίου Γερασίμου), und es wird der Robola-Wein erzeugt. Der einstige Wasserreichtum des Tals gab ihm den Namen Tal der 40 Brunnen. Die abgeschiedene Lage des Tals wird häufig für Reitausflüge genutzt.